# Бакаев, Хасан Зайндинович
Хаса́н Зайнди́нович Бака́ев (чечен. Бакаев Зайндин Хьасан; 8 февраля 1959, Гехи, Чечено-Ингушская АССР — 7 марта 2025, Бельгия) — чеченский историк-кавказовед, писатель, поэт и публицист. Являлся главным редактором газеты «Ичкерия» (газета Правительства Чеченской Республики Ичкерия). Автор более 100 научных и научно-популярных публикаций. Работал руководителем газеты «Чеченец». Последние годы проживал в Западной Европе. Представитель тайпа нашхой.

## Биография
Родился в 8 февраля 1959 года в с. Гехи, Урус-Мартановского района Чечено-Ингушской АССР. В 1976 году окончил Гехинскую среднюю школу № 1. С 1977 года по 1979 год проходил службу в Советской Армии. С 1983 по 1988 год учился на историческом факультете Чечено-Ингушского государственного университета им. Л. Н. Толстого. Со старших курсов стал специализироваться на изучении истории Древнего Востока. В студенческие годы издал до 40 научных и научно-популярных статей на тему этногенеза вайнахов. В этот же период Хасан активно участвует в археологических раскопках в Чечено-Ингушетии. После 1990-х из-за военных действий в Чечне переехал в одну из стран Западной Европы.

### Карьера
Х. Бакаевым опубликовано несколько научных работ (частично в соавторстве с В. Л. Ростуновым). Начиная ещё со студенческих лет, опубликовал более 100 работ на тему этногенеза вайнахов, в том числе и монографических. Кроме научных работ, он опубликовал множество статей и эссе, в которых популяризирует научные достижения в кавказоведении и востоковедении.
В 1987 году после побед на региональных археологических студенческих конференциях Хасана направляют в Москву как одного из лучших студентов, для участия в XXII Всесоюзной студенческой археологической конференции, где Хасану присуждают диплом победителя первой степени. В том же году, Хасан, ещё будучи студентом, получил приглашение в город Владикавказ для участия в работе Всесоюзной научной конференции «Кавказ и цивилизации Древнего Востока», в работе которой принимают участие такие известные учёные как И. М. Дьяконов, Г. А. Меликишвили, Вяч. Вс. Иванов, О. М. Джапаридзе, С. А. Старостин, А. Ю. Милитарёв и др.
В. Б. Виноградов предложил Хасана Бакаева как участника будущего проекта по изучении хуррито-урартских корней нахского народа. На тот момент Х. Бакаев был студентом пятого курса исторического факультета ЧИГУ.
С 1988 по 1990 годы, после завершения учёбы в университете, Хасан занимается археологией на профессиональном уровне. В эти же годы он публикует целый ряд научных работ и эссе, в которых выявляются этнические и культурные связи вайнахов с Древним Востоком.
В 1990 году Хасан поступает в аспирантуру Восточного факультета Санкт-Петербургского университета, где проходит обучение под научным руководством таких прославленных учёных-востоковедов как Б. Б. Пиотровский и И. М. Дьяконов. В этот период Хасан активно публикуется в научных изданиях Москвы и Санкт-Петербурга.
С 1992 по 1994 годы Хасан занимался частным предпринимательством в Москве. С началом Первой российско-чеченской войны Бакаев приехал в Грозный. Вскоре он начал публицистическую деятельность в газете «Ичкерия», официальном печатном органе Чеченской Республики Ичкерия. После завершения войны Хасан Бакаев становится главным редактором газеты «Ичкерия», в этой должности он проработал с 1996 по 1999 годы.
Вторая российско-чеченская война застаёт Хасана Бакаева за пределами республики, в Баку, где он находился в рабочей командировке. Из Баку Хасан через несколько лет эмигрирует в Западную Европу, где и проживает по сей день. В эмиграции Хасан занимается научной работой и публицистикой, издаёт книги на тему чеченской (вайнахской) истории.
Бакаев, внёс значительный вклад в развитие темы хуррито-нахской идентичности. Хасаном Бакаевым доказана принадлежность урартийских эров к хуррито-нахам.
В 6-8 марта 2015 года участвовал в конференции, где представил свою новую книгу «Вечная война. Чеченцы глазами друзей и врагов». За эту книгу Хасан Бакаев получил высший орден ЧРИ «Къоман Сий» («Честь Нации») с формулировкой «за беззаветное служение Родине и самоотверженный труд на информационном фронте, за долгую и плодотворную научную деятельность в исследовании древней истории чеченского народа».
Известный российский археолог, этнолог и антрополог В. Шнирельман в своих книгах под названиям «Арийский миф в современном мире» и «Быть аланами: интеллектуалы и политика на Северном Кавказе в XX веке», называет Х. Бакаева чеченским филологом и сообщает, что одну из своих книг Бакаев писал во время Первой чеченской войны в Грозном, подвергавшемся бомбёжкам со стороны российской авиации. По словам В. Шнирельмана, X. Бакаев во второй половине 1990-х годов являлся одним из главных идеологов небольшой группы чеченцев, связанной с организацией «Нохчи-Латта-Ислам», основанной вице-премьером Правительства Чеченской Республики Ичкерия Хож-Ахмедом Нухаевым.
В июле 2019 года Хасан Бакаев стал ведущим канала «Nahche World», канал был посвящен истории чеченского народа и Кавказа. На канале вышло 122 выпуска (около 3 миллионов просмотров).

## Научные интересы и критика
В сферу научных интересов Бакаева входили хуррито-урартская цивилизация и её этно-культурные связи с вайнахами. Как археолог Бакаев считал себя учеником Б. Б. Пиотровского и И. М. Дьяконова.
Научная деятельность Бакаева критиковалась, в частности Я. Ахмадовым, за приверженность взглядам В. Б. Виноградова, некоторые теории которого были отвергнуты современными учёными.